# Jöran Curman

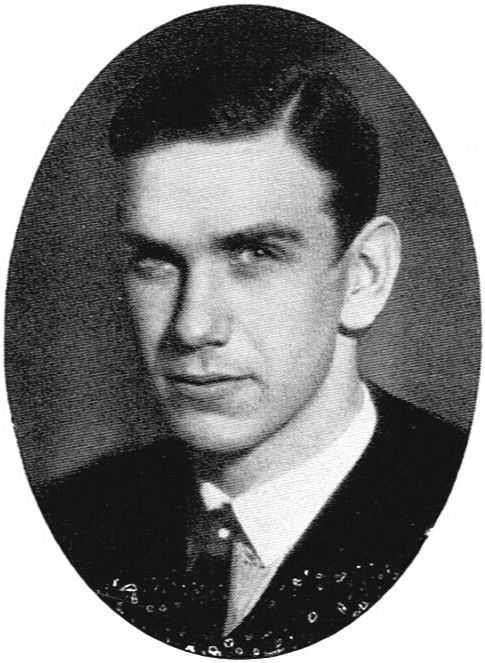
Jöran Curman

Jöran Curman, född den 22 december 1907 i Oscars församling i Stockholm, död den 20 november 1972 i Hedvig Eleonora församling i Stockholm, var en svensk arkitekt. 

## Biografi

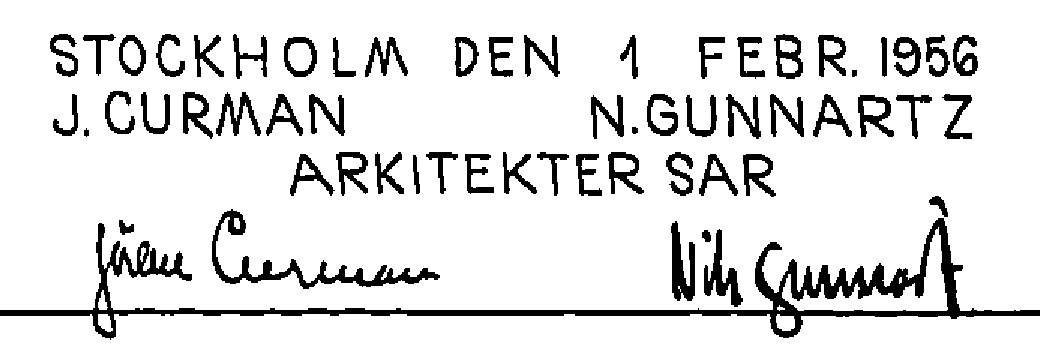
Curman & Gunnartz 1956

Han var son till riksantikvarien Sigurd Curman och Signhild Gödecke.  Curman utbildade sig vid Arkitekturskolan KTH i Stockholm mellan åren 1927 och 1931. Därefter praktiserade han bland annat hos HSB innan han 1933 fick anställning vid Stadsbyggnadskontoret i Göteborg. Mellan 1936 och 1944 var Curman länsarkitekt i Gävleborgs och Uppsala län. Därefter arbetade han vid Uddeholms AB fram till 1949 varefter han startade ett eget företag med konsultverksamhet i Stockholm. Jöran Curmans verksamhet omfattade en rad bostadsprojekt under det tidiga miljonprogrammet. 
Han utformade bland annat bostadsområdena Strandliden i Hässelby strand i Stockholm (1956–1957) och bebyggelsen med centrumanläggning i Skärsätra på Lidingö (1962–1966), båda i samarbete med Nils Gunnartz med vilken han drev efter 1949 arkitektkontoret Curman & Gunnartz (fortfarande är kontoret verksamt, men idag under namnet Brunnberg & Forshed Arkitektkontor). Till hans arbeten hör även Oxhagen i Örebro och Västra Orminge i Boo i Nacka kommun, de båda senare under 1960-talets senare del. Han publicerade också flera böcker inom detta ämne.
Han var medarbetare i den Bostadssociala utredningen (1933–1947). Jöran Curman är begravd på Norra begravningsplatsen utanför Stockholm.

## Byggnadsverk (i urval)
- Bostäder i Uddeholm, 1944–1949
- Bostadsområdet Strandliden, Hässelby strand, 1956–1957
- Området Oxhagen i Örebro, 1960-talet
- Renovering och restaurering av Johannesdals gård i Vårberg, 1960-tal
- Västra Orminge i Nacka kommun, 1967–1971.
- Dalhem i Helsingborg 1971–1974.

## Bilder

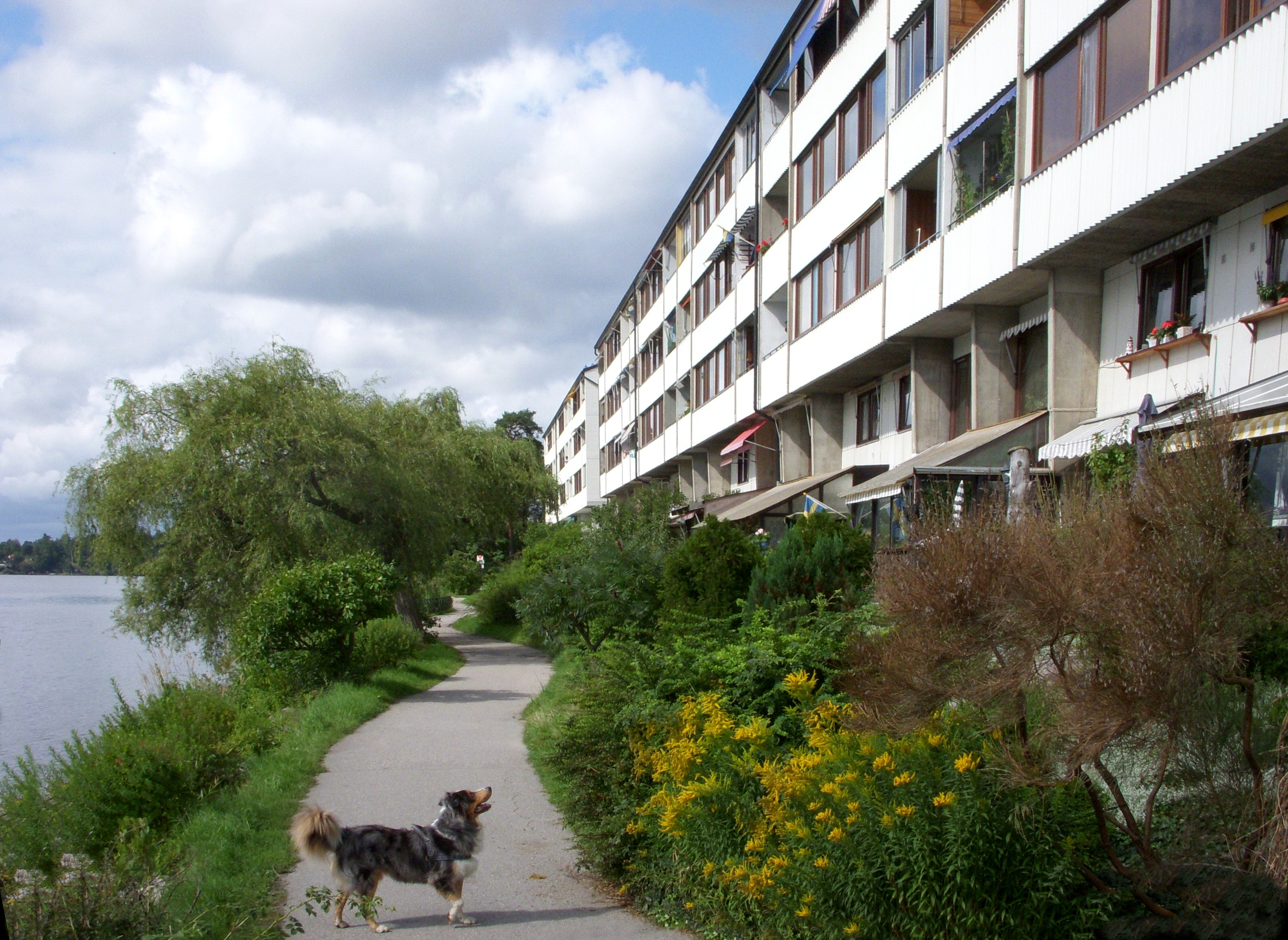
Bebyggelse vid Strandliden, Hässelby strand.
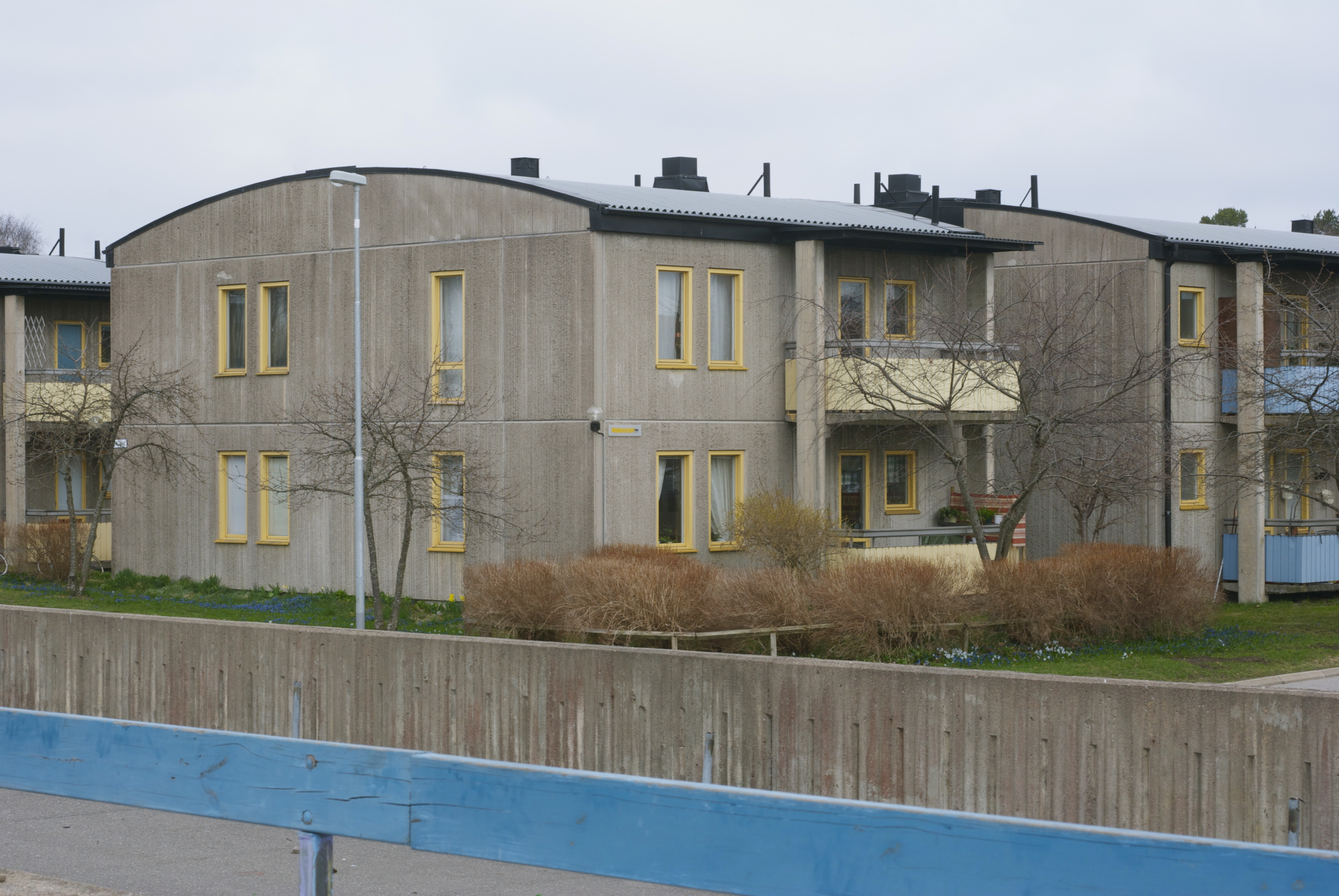
Västra Orminge.
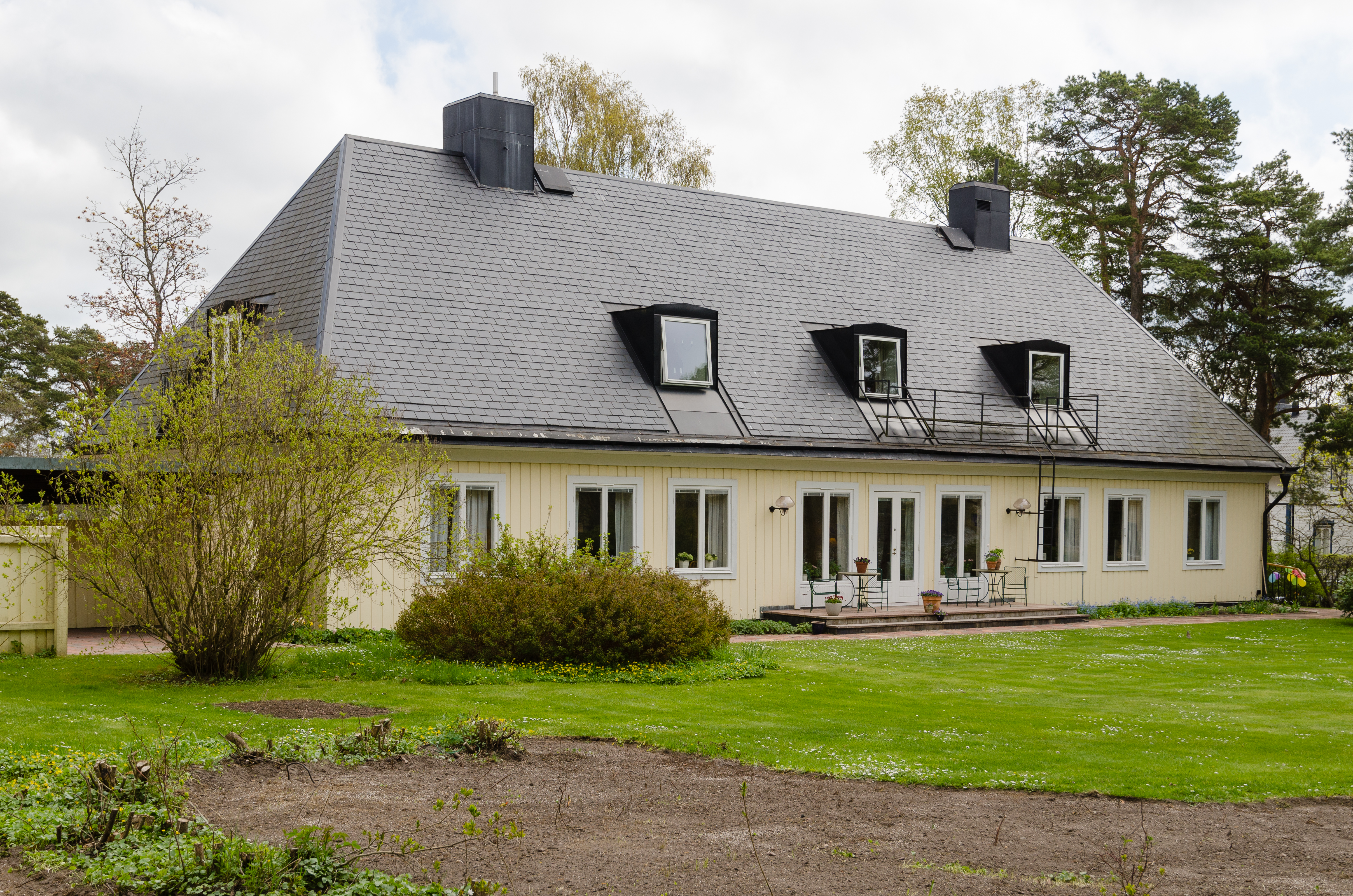
Sveriges generalkonsulat i Mariehamn.
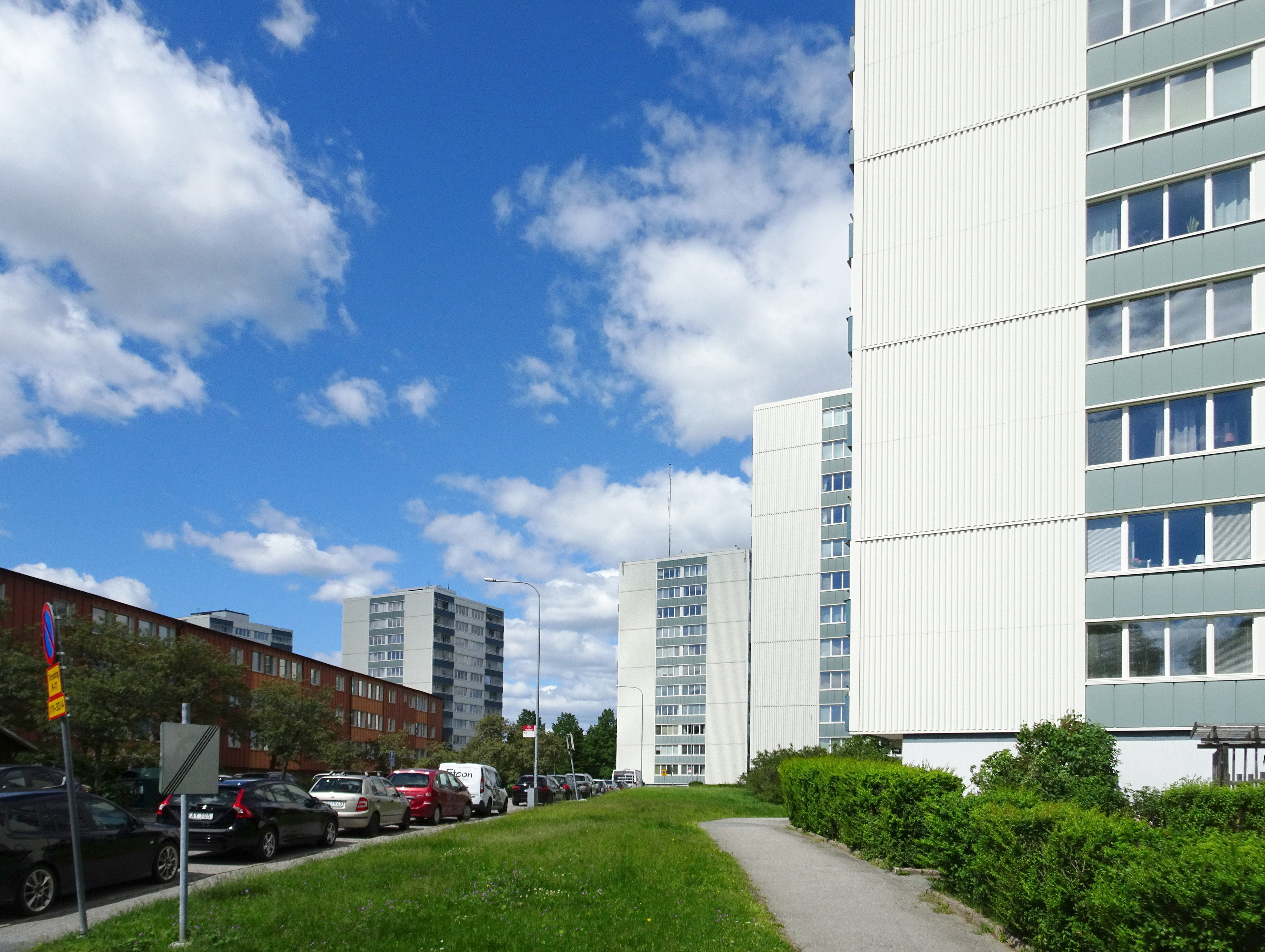
Skärsätra, Lidingö.